# Бартлсвилл (Оклахома)
Бартлсвилл (англ. Bartlesville) — город в округе Вашингтон, штат Оклахома, США. Центр округа.

## География
Бартлсвилл находится в 76 км к северу от Талсы и на расстоянии в 29 км от границы с Канзасом. Через Бартлсвилл протекает река Кейни.
Общая площадь города 58,9 км², из них 58,8 км² земель и 0,1 км² вода.

## Демография
По данным переписи населения США на 2010 год численность населения города Бартлсвилл составляла 35750 человек. Расовый состав: 79 % белые, 1,4 % азиаты, 3,1 % чернокожие, 8,7 % коренных американцев, 2,1 % другие расы, 5,7 % потомки двух и более рас.
По состоянию на 2000 год медианный доход на одно домашнее хозяйство в городе составлял $47195, доход на семью $56432. 17,3 % населения находились ниже порога бедности.

## Экономика
Бартлсвилл является домом нефтяной компании Phillips Petroleum Company (торговая марка Phillips 66), однако штаб-квартира компании в Хьюстоне, Техас.